# Scottish Cup 2012-2013
La Scottish Cup 2012-13 è stata la 128ª edizione del torneo. La competizione è iniziata il 4 agosto 2012 ed è terminata il 26 maggio 2013. Il Celtic ha vinto il trofeo per la 36ª volta.

## Formula del torneo
| Turno             | Numero di incontri | Squadre | Entrano a questo turno |
| ----------------- | ------------------ | ------- | --- |
| Turno preliminare | 2                  | 84 → 82 | 2 squadre di Highland Football League 1 squadra di East of Scotland Football League 1 squadra di South of Scotland Football League                                                                                     |
| Primo turno       | 18 + 3             | 82 → 64 | 13 squadre di Highland Football League 11 squadre di East of Scotland Football League 3 squadre di South of Scotland Football League 4 squadre di Scottish Junior Football Association 3 squadre delle serie inferiori |
| Secondo turno     | 16 + 3             | 64 → 48 | 10 squadre di Scottish Third Division 1ª-2ª classificata di Highland Football League Campione di South of Scotland League Campione di East of Scotland Football League                                                 |
| Terzo turno       | 16 + 7             | 48 → 32 | 6 squadre di Scottish First Division 10 squadre di Scottish Second Division |
| Quarto turno      | 16 + 4             | 32 → 16 | 12 squadre di Scottish Premier League 4 squadre di Scottish First Division |
| Ottavi di finale  | 8                  | 16 → 8  | – |
| Quarti di finale  | 4                  | 8 → 4   | – |
| Semifinali        | 2                  | 4 → 2   | – |
| Finale            | 1                  | 2 → 1   | – |

## Turno preliminare
| Squadra 1     | Risultato | Squadra 2              |
| ------------- | --------- | ---------------------- |
| 4 agosto 2012 |           |                        |
| Fort William  | 1 - 3     | Preston Athletic       |
| Keith         | 0 - 1     | St. Cuthbert Wanderers |

## Primo turno
| Squadra 1               | Risultato | Squadra 2              |
| ----------------------- | --------- | ---------------------- |
| 25 agosto 2012          |           |                        |
| Threave Rovers          | 0 - 1     | Vale of Leithen        |
| Huntly                  | 2 - 2     | Wigtown & Bladnoch     |
| Shotts Bon Accord       | 1 - 1     | Edinburgh              |
| Irvine Meadow           | 4 - 0     | Gala Fairydean         |
| Edinburgh University    | 1 - 2     | St. Cuthbert Wanderers |
| Formartine Utd          | 3 - 2     | Brora Rangers          |
| Civil Service Strollers | 4 - 0     | Newton Stewart         |
| Spartans                | 0 - 2     | Wick Academy           |
| Glasgow University      | 0 - 2     | Selkirk                |
| Clachnacuddin           | 2 - 1     | Lossiemouth            |
| Fraserburgh             | 4 - 0     | Coldstream             |
| Whitehill Welfare       | 2 - 4     | Inverurie Loco Works   |
| Buckie Thistle          | 0 - 0     | Rothes                 |
| Hermes                  | 1 - 4     | Deveronvale            |
| Preston Athletic        | 0 - 2     | Nairn County           |
| Turriff Utd             | 6 - 1     | Burntisland Shipyard   |
| Bonnyrigg Rose          | 2 - 1     | Girvan                 |
| Hawick Royal Albert     | 2 - 4     | Golspie Sutherland     |

### Replay
| Squadra 1          | Risultato | Squadra 2         |
| ------------------ | --------- | ----------------- |
| 1º settembre 2012  |           |                   |
| Wigtown & Bladnoch | 0 - 2     | Huntly            |
| Edinburgh          | 4 - 1     | Shotts Bon Accord |
| Rothes             | 0 - 4     | Buckie Thistle    |

## Secondo turno
| Squadra 1               | Risultato | Squadra 2              |
| ----------------------- | --------- | ---------------------- |
| 29 settembre 2012       |           |                        |
| Cove Rangers            | 7 - 0     | Golspie Sutherland     |
| Fraserburgh             | 1 - 2     | East Stirlingshire     |
| Forres Mechanics        | 0 - 1     | Rangers                |
| Clachnacuddin           | 4 - 2     | Formartine Utd         |
| Civil Service Strollers | 1 - 2     | Turriff Utd            |
| Montrose                | 1 - 3     | Edinburgh              |
| Buckie Thistle          | 0 - 0     | Annan Athletic         |
| Berwick Rangers         | 1 - 0     | Wick Academy           |
| Selkirk                 | 1 - 1     | Vale of Leithen        |
| Inverurie Loco Works    | 4 - 3     | Huntly                 |
| Deveronvale             | 3 - 2     | Peterhead              |
| Elgin City              | 3 - 1     | St. Cuthbert Wanderers |
| Dalbeattie Star         | 0 - 5     | Stirling Albion        |
| Queen's Park            | 3 - 0     | Irvine Meadow          |
| Stirling University     | 0 - 1     | Bonnyrigg Rose         |
| Clyde                   | 3 - 3     | Nairn County           |

### Replay
| Squadra 1       | Risultato | Squadra 2      |
| --------------- | --------- | -------------- |
| 6 ottobre 2012  |           |                |
| Vale of Leithen | 5 - 1     | Selkirk        |
| Annan Athletic  | 1 - 2     | Buckie Thistle |
| Nairn County    | 3 - 2     | Clyde          |

## Terzo turno
| Squadra 1            | Risultato | Squadra 2          |
| -------------------- | --------- | ------------------ |
| 3 novembre 2012      |           |                    |
| Cowdenbeath          | 8 - 1     | Vale of Leithen    |
| Edinburgh            | 0 - 2     | Queen of the South |
| Buckie Thistle       | 0 - 1     | Turriff Utd        |
| Albion Rovers        | 1 - 1     | Greenock Morton    |
| Airdrie Utd          | 2 - 2     | Raith Rovers       |
| Forfar Athletic      | 3 - 3     | Nairn County       |
| Dumbarton            | 4 - 1     | East Stirlingshire |
| Rangers              | 7 - 0     | Alloa Athletic     |
| Inverurie Loco Works | 3 - 3     | Arbroath           |
| Ayr Utd              | 2 - 1     | Clachnacuddin      |
| Elgin City           | 5 - 1     | East Fife          |
| Brechin City         | 2 - 2     | Bonnyrigg Rose     |
| Partick Thistle      | 2 - 1     | Cove Rangers       |
| Stenhousemuir        | 1 - 1     | Berwick Rangers    |
| Stirling Albion      | 0 - 1     | Deveronvale        |
| Stranraer            | 1 - 1     | Queen's Park       |

### Replay
| Squadra 1        | Risultato   | Squadra 2            |
| ---------------- | ----------- | -------------------- |
| 10 novembre 2012 |             |                      |
| Nairn County     | 2 - 3       | Forfar Athletic      |
| Queen's Park     | 0 - 4       | Stranraer            |
| Arbroath         | 3 - 1       | Inverurie Loco Works |
| Bonnyrigg Rose   | 0 - 6       | Brechin City         |
| 13 novembre 2012 |             |                      |
| Greenock Morton  | 3 - 0       | Albion Rovers        |
| Raith Rovers     | 4 - 3 (dts) | Airdrie Utd          |
| Berwick Rangers  | 2 - 5       | Stenhousemuir        |

## Quarto turno
| Squadra 1        | Risultato | Squadra 2           |
| ---------------- | --------- | ------------------- |
| 1º dicembre 2012 |           |                     |
| Aberdeen         | 1 - 1     | Motherwell          |
| Partick Thistle  | 0 - 1     | Dunfermline         |
| Kilmarnock       | 2 - 1     | Queen of the South  |
| Raith Rovers     | 2 - 1     | Deveronvale         |
| Turriff Utd      | 1 - 1     | Greenock Morton     |
| Livingston       | 0 - 2     | Dundee              |
| Forfar Athletic  | 2 - 1     | Ayr Utd             |
| Ross County      | 3 - 3     | Inverness           |
| Celtic           | 1 - 1     | Arbroath            |
| Stranraer        | 0 - 5     | Dundee Utd          |
| Stenhousemuir    | 0 - 1     | Falkirk             |
| St. Mirren       | 2 - 0     | Brechin City        |
| 2 dicembre 2012  |           |                     |
| Hibernian        | 1 - 0     | Hearts              |
| Rangers          | 3 - 0     | Elgin City          |
| 17 dicembre 2012 |           |                     |
| Dumbarton        | 1 - 3     | Hamilton Academical |
| Cowdenbeath      | 0 - 3     | St. Johnstone       |

### Replay
| Squadra 1        | Risultato | Squadra 2   |
| ---------------- | --------- | ----------- |
| 11 dicembre 2012 |           |             |
| Inverness        | 2 - 1     | Ross County |
| Motherwell       | 1 - 2     | Aberdeen    |
| 12 dicembre 2012 |           |             |
| Arbroath         | 0 - 1     | Celtic      |
| 17 dicembre 2012 |           |             |
| Greenock Morton  | 6 - 0     | Turriff Utd |

## Quinto turno
| Squadra 1       | Risultato | Squadra 2           |
| --------------- | --------- | ------------------- |
| 2 febbraio 2013 |           |                     |
| Dundee Utd      | 3 - 0     | Rangers             |
| St. Mirren      | 2 - 0     | St. Johnstone       |
| Dunfermline     | 0 - 2     | Hamilton Academical |
| Falkirk         | 4 - 1     | Forfar Athletic     |
| Kilmarnock      | 2 - 0     | Inverness           |
| 3 febbraio 2013 |           |                     |
| Raith Rovers    | 0 - 3     | Celtic              |
| Dundee          | 5 - 1     | Greenock Morton     |
| Hibernian       | 1 - 0     | Aberdeen            |

## Quarti di finale
| Squadra 1           | Risultato | Squadra 2  |
| ------------------- | --------- | ---------- |
| 2 marzo 2013        |           |            |
| St. Mirren          | 1 - 2     | Celtic     |
| Hamilton Academical | 1 - 2     | Falkirk    |
| 3 marzo 2013        |           |            |
| Dundee              | 1 - 2     | Dundee Utd |
| Kilmarnock          | 2 - 4     | Hibernian  |

## Semifinali
| Squadra 1      | Risultato   | Squadra 2 |
| -------------- | ----------- | --------- |
| 13 aprile 2013 |             |           |
| Hibernian      | 4 - 3 (dts) | Falkirk   |
| 14 aprile 2013 |             |           |
| Dundee Utd     | 3 - 4 (dts) | Celtic    |

## Finale
| Arbitro: | Willie Collum |

|  |           |                           |
|  | Marcatori | 9’, 31’ Hooper 80’ Ledley |